# Acherontiscus
Acherontiscus – monotypowy rodzaj wymarłego płaza z grupy lepospondyli, który żył w karbonie na obszarze dzisiejszej Szkocji. Jest jedynym przedstawicielem rodziny Acherontiscidae. Opisano jeden gatunek – Acherontiscus caledoniae. Miał stosunkowo małą czaszkę i słabe kończyny.